# The Bilinda Butchers
The Bilinda Butchers är en amerikansk drömpop-trio från San Francisco bildad 2008. Deras namn kommer från My Bloody Valentines gitarrist och sångare Bilinda Butcher. Medlemmar är Michal Palmer, Adam Honingford och Ryan Wansley.

## Diskografi
- Away EP (2008)
- Regret, Love, Guilt, Dreams (2011)
- Goodbyes (2012)
- Heaven (2014)